# Alain Guerreau
Alain Guerreau (* 1948 in Mâcon) ist ein französischer Mittelalterhistoriker und Autor.
Von 1967 bis 1971 studierte er an der École nationale des chartes, der Sorbonne und der École des Hautes Études en Sciences Sociales. Guerreau war Schüler von Jacques Le Goff, Bernard Guenée (* 1927), Jean Favier und Maurice Godelier.
Seit 1978 ist er Forscher am CNRS (Nationales Zentrum für wissenschaftliche Forschung).
Von 2002 bis 2007 unterrichtete er Statistik für Historiker an der École nationale des chartes.
Er hat fünf Bücher und etwa hundert Artikel im Bereich der allgemeinen mittelalterlichen Geschichte veröffentlicht.